# Arrimal
Arrimal ist ein Ort und eine ehemalige Gemeinde (Freguesia) im portugiesischen Kreis Porto de Mós. Die Gemeinde hatte 775 Einwohner (Stand 30. Juni 2011).
Am 29. September 2013 wurden die Gemeinden Arrimal und Mendiga zur neuen Gemeinde União das Freguesias de Arrimal e Mendiga zusammengeschlossen.